# 里沃代尔瓦斯
里沃代尔瓦斯（法語：Rives Dervoises，法語發音：[ʁiv dɛʁvwaz]）是法国上马恩省的一个市镇，属于圣迪济耶区。

## 地名
“里沃代尔瓦斯”（Rives Dervoises）一名在法语中意为“代尔的边缘”，“代尔”（Der）即代尔地区（Pays du Der），其为法国上马恩省的一个传统地区，“代尔瓦斯”（Dervoises）则是其形容词形式。

## 历史
里沃代尔瓦斯成立于2016年1月1日，由以下4个市镇合并而成：
- 德鲁瓦（Droyes）
- 莱讷河畔隆日维尔（Longeville-sur-la-Laines）
- 卢兹
- 皮埃勒蒙捷（Puellemontier）

其中皮埃勒蒙捷为政府驻地。

## 地理
里沃代尔瓦斯（48°27'20"N, 4°41'11"E）面积76.7 平方千米，位于法国大東部大區上马恩省，该省份为法国东北部内陆省份，北起马恩省和默兹省，西接奥布省，西南接科多尔省，东南接上索恩省，东临孚日省。
与里沃代尔瓦斯接壤的市镇（或旧市镇、城区）包括：巴伊勒弗朗、朗蒂耶、塞丰、拉波特迪代尔、沙蒂永叙布鲁埃、埃波泰蒙、拉维尔欧布瓦、瓦朗蒂尼、日福蒙-尚波贝尔、乌蒂讷、昂皮尼、普朗吕。
里沃代尔瓦斯的时区为UTC+01:00、UTC+02:00（夏令时）。

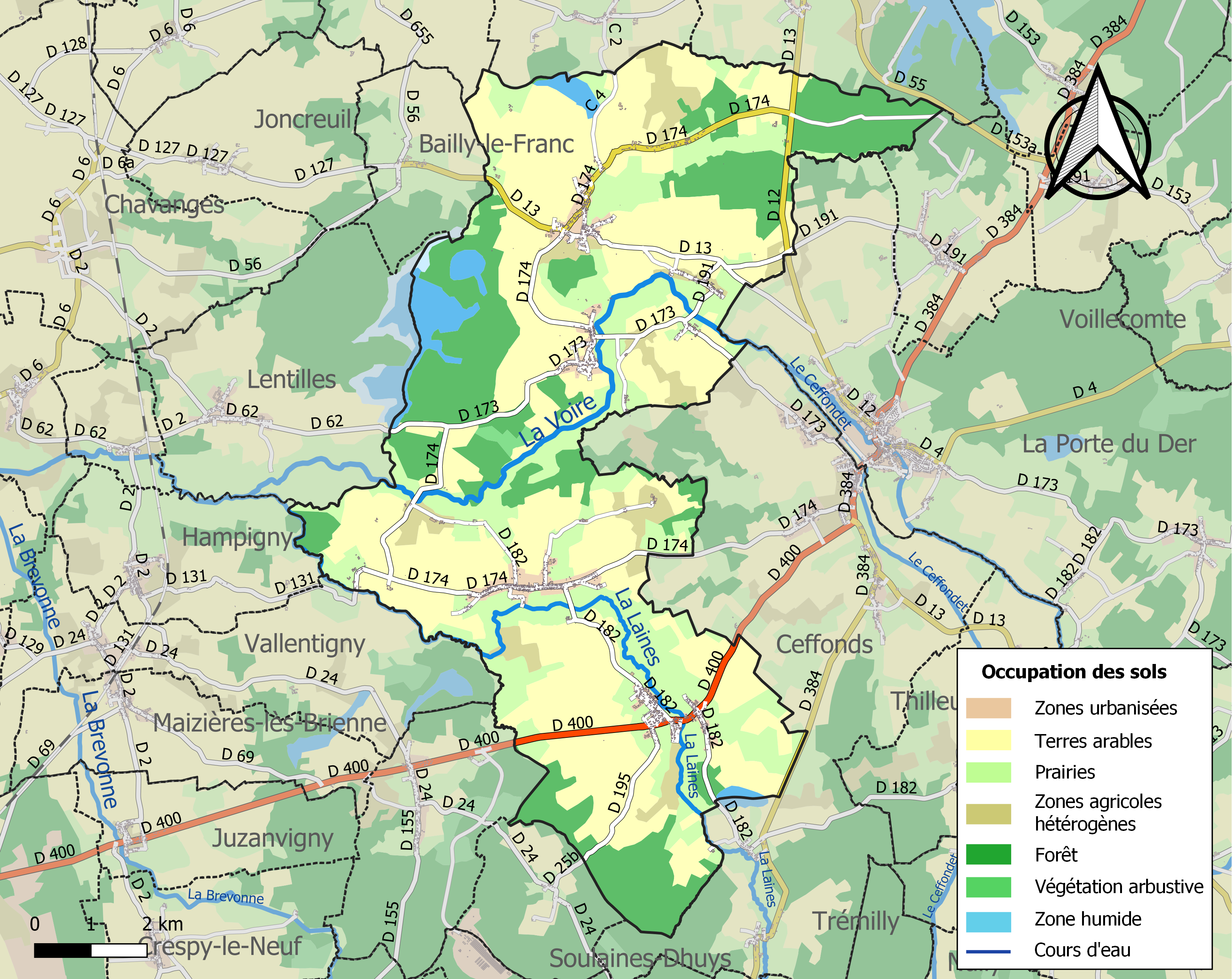
里沃代尔瓦斯的OSM定位图

## 行政
里沃代尔瓦斯的邮政编码为52220，INSEE市镇编码为52411。

## 政治
里沃代尔瓦斯所属的省级选区为瓦西县。

## 人口
里沃代尔瓦斯于2022年1月1日时的人口数量为1306人。